# Antonín Beňa
Antonín Beňa (30. května 1877, Brodek u Přerova – 3. března 1948, Přerov), byl moravský učitel, violista a zpěvák.
Po vystudování učitelského ústavu v Kroměříži se stal učitelem v Kojetíně a Přerově. Během svých studií se vedle svého učitelského povolání aktivně věnoval hudbě. Byl violistou v orchestru a se svými spolužáky hrával i ve smyčcovém kvartetu. Studoval zpěv u Karly Vachové. V Kojetíně řídil pěvecký sbor „Jaroslav“. V roce 1903 stál u zrodu nově vznikajícího Pěveckého sdružení moravských učitelů, a později se stal jeho sólistou.
Šlo o jednoho z nejdovednějších hudebních organizátorů na Moravě. Za svoje zásluhy obdržel zlatou medaili Pěvecké obce české.